# Solter felderi
Solter felderi är en insektsart som beskrevs av Navás 1912. Solter felderi ingår i släktet Solter och familjen myrlejonsländor. Inga underarter finns listade i Catalogue of Life.